# Ashclyst
Ashclyst is een voormalig gehucht in het Engelse graafschap Devon. Het gebied maakt thans deel uit van de civil parish Broadclyst. Ashclyst komt in het Domesday Book (1086) voor als 'Clist'. Indertijd maakte het deel uit van de Cliston hundred en telde men er een bevolking van 15 huishoudens.
Het nabijgelegen landgoed Killerton is in handen van de National Trust. Onderdeel van dit landgoed is het begin negentiende eeuw aangelegde Ashclyst Forest, een natuurgebied van 300 ha.